# (7194) Susanrose
(7194) Susanrose est un astéroïde de la ceinture principale.

## Description
(7194) Susanrose est un astéroïde de la ceinture principale. Il fut découvert le 18 septembre 1993 à l'Observatoire Palomar par Henry E. Holt. Il présente une orbite caractérisée par un demi-grand axe de 2,58 UA, une excentricité de 0,21 et une inclinaison de 15,5° par rapport à l'écliptique.

## Compléments